# Ouzera (distrito)
Ouzera é um distrito localizado na província de Médéa, Argélia, e cuja capital é a cidade de mesmo nome. A população total do distrito era de 48 138 habitantes, em 2008.[carece de fontes?]

## Comunas
O distrito está dividido em quatro comunas:
- Ouzera
- Tizi Mahdi
- El Hamdania
- Benchicao